# ゼラール
ゼラール（フランス語: Zelal）は、エジプト・フランス・モロッコ・アラブ首長国連邦合作のドキュメンタリー映画。

## 梗概
本作は精神医学とエジプトにおける「狂気」の世界に飛び込むための招待状である。エジプト社会によって精神施設に押し込められた患者たちに会いに行くために出発し、彼らの暗い世界の心への旅以上のものを提供する。最終的に患者が思い描く唯一の場所が病院になるのは、病院が本当に「狂っている」からではなく、外の世界を恐れているからである。したがって本作は観客に対して、その先入観と解釈に疑問を投げかけることを強制し、多様性を許容しない社会において自由は不安定であることを思い出させる。

## 受賞
- ドバイ国際映画祭（2010年）[1]